# Emre Mor
Emre Mor (Copenhage, 24 de julho de 1997) é um futebolista profissional turco nascido na Dinamarca que atua como ponta-direita. Atualmente defende o Fatih Karagümrük, emprestado pelo Fenerbahçe.

## Carreira
Emre Mor fez parte do elenco da Seleção Turca de Futebol da Eurocopa de 2016.

## Estatísticas
Atualizado até 27 de fevereiro de 2018.

### Clubes
| Equipe            | Temporada         | Campeonato nacional | Campeonato nacional | Copa nacional | Copa nacional | Competições continentais | Competições continentais | Outros torneios | Outros torneios | Total | Total |
| Equipe            | Temporada         | Jogos               | Gols                | Jogos         | Gols          | Jogos                    | Gols                     | Jogos           | Gols            | Jogos | Gols  |
| ----------------- | ----------------- | ------------------- | ------------------- | ------------- | ------------- | ------------------------ | ------------------------ | --------------- | --------------- | ----- | ----- |
| Nordsjælland      | 2015–16           | 13                  | 2                   | –             | –             | –                        | –                        | –               | –               | 13    | 2     |
| Nordsjælland      | Total             | 13                  | 2                   | –             | –             | –                        | –                        | –               | –               | 13    | 2     |
| Borussia Dortmund | 2016–17           | 12                  | 1                   | 3             | 0             | 3                        | 0                        | 1               | 0               | 19    | 1     |
| Borussia Dortmund | 2017–18           | 0                   | 0                   | 0             | 0             | 0                        | 0                        | 0               | 0               | 0     | 0     |
| Borussia Dortmund | Total             | 12                  | 1                   | 3             | 0             | 3                        | 0                        | 1               | 0               | 19    | 1     |
| Celta de Vigo     | 2017–18           | 17                  | 1                   | 4             | 0             | 0                        | 0                        | 0               | 0               | 21    | 1     |
| Celta de Vigo     | Total             | 17                  | 1                   | 4             | 0             | 0                        | 0                        | 0               | 0               | 21    | 1     |
| Total na carreira | Total na carreira | 42                  | 4                   | 7             | 0             | 3                        | 0                        | 1               | 0               | 53    | 4     |

## Títulos
Borussia Dortmund
- Copa da Alemanha: 2016–17

Fenerbahçe
- Copa da Turquia: 2022–23

### Prêmios individuais
- 29º melhor jogador sub-21 de 2016 (FourFourTwo)[3]